# 가실왕
가실왕(嘉悉王 혹은 嘉實王, ?~?) 또는 가보왕(嘉寶王)은 6세기경의 군주로서 어느 가야의 왕인지는 확실하지 않다. 당나라의 악기를 보고 우륵으로 하여금 12현으로 된 가야금을 만들게 하였다.

## 생애
재위 중 당나라의 악기를 보고 우륵에게 가야금을 만들게 했다. 또 우륵에게 명하여 12곡을 만들게 하였다. 그래서 우륵은 12곡을 만들었는데 그 곡은 다음과 같다.
1. 달기(達己)
2. 사물(思勿)
3. 물혜(勿慧)
4. 하기물(下奇物)
5. 하가라도(下加羅都)
6. 상가라도(上加羅都)
7. 보기(寶伎)
8. 사자기(師子伎)
9. 거열(居烈)
10. 사팔혜(沙八兮)
11. 이사(爾赦)
12. 상기물(上奇物)

## 일설
그는 가야 연맹체 중의 어느 가야국의 왕이었는지는 확실하지 않다. 대가야나 아라가야의 왕이라는 설과 함께 금관가야의 취희왕이라는 설도 있다. 신라 진흥왕과 같은 시기의 인물로 짐작된다. 하지만 고령 지산동 고분군에서 47호 고분의 주인인 금림왕의 고분이 발굴되면서 44호, 45호 고분의 주인이라고 추정되는 만큼 대가야의 왕이라고 추정하는 설이 가장 유력하다.

## 같이 보기
- 우륵
- 신라
  - 신라 진흥왕